# الترولي باص في فالبارايسو
الترولي باص في فالبارايسو ، تشيلي (Trolleybuses)، هي جزء من خدمة النقل العام منذ عام 1952. يعد نظام ترولي باص هو ثاني أقدم نظام في أمريكا الجنوبية. بدأ النظام مملوكًا للدولة ثم صار مملوكًا للقطاع الخاص منذ عام 1982، ومنذ عام 1994، أصبح نظام الترولي باص الوحيد الذي يعمل في تشيلي. تم بناء ما يقرب من ثلثي سياراته في 1946-1952 من قبل شركة Pullman-Standard، وهي أقدم عربات النقل في الخدمة المنتظمة في أي مكان في العالم. تم إعلان هذه المركبات كثرات وطني من قبل الحكومة التشيلية في عام 2003. لقد ساعدت تلك العربات المدينة في الحصول على تصنيفها من قبل اليونسكو كموقع للتراث العالمي، وقد أطلق عليها أنها «مشهد تراثي بحد ذاتها».
بين عامي 1991-1992، حصل نظام النقل على العديد من العربات المستعملة من أربع مدن سويسرية. حتى هذه المركبات، التي كانت قديمة بالفعل في وقت وصولها، أصبحت تاريخية في خدمتها المستمرة بعد حوالي 45-50 سنة أو أكثر، وتُعد العربة رقم 105 القادمة من زيوريخ والتي تم بناؤها عام 1959 هي أقدم عربة ظلت في الخدمة في جميع أنحاء العالم.  فقد عملت لمدة 20 عامًا تقريبًا حتى مايو 2015. في أواخر 2010s، أُحضرت مجموعة جديدة من العربات السويسرية المستعملة، 14منها بنيت عام 1989 من نظام لوسيرن ترولي باص، لاستبدال جميع المركبات السويسرية الأقدم، وتشكل الآن أكثر من نصف الأسطول، مع استمرار عربات بولمان ستاندرد القديمة لتعويض الباقي.
أصبح نظام فالبارايسو للترولي باص هو أحد رموز المدينة التي تعتبر جزءًا مهمًا من تراثها الثقافي.  العديد من سكان هذه المدينة الساحلية مغرمون بخدمة حافلات الترولي باص المميزة والتاريخية لمدينتهم، وقاموا بالدفاع عنها عندما تعرض النظام لخطر الإغلاق. لا تتلقى شركة التشغيل الخاصة أي دعم حكومي، وفي بعض الأحيان تعاني ماليًا، مما يعرض النظام لخطر الإغلاق. إحدى هذه المرات كان إعلان الشركة في مايو 2007 عن خطط الإغلاق الوشيك، مما أثار غضبًا من المواطنين المحليين، وحتى رئيس تشيلي، ميشيل باشيليت، الذي أعرب عن دعمه لمواصلة تشغيل العربات.
تخدم حافلات الترولي باص حاليًا طريقًا واحدًا فقط، رقم 802 في خطة النقل الإقليمية المنفذة في عام 2007، من الاثنين إلى السبت، من الساعة 7 صباحًا إلى 10 مساءً ولا توجد خدمة يوم الأحد. الطريق 802 يربط Barón بـAduana عبر Avenida Colón والشوارع الأخرى وطوله حوالي 5 كيلومتر (3 ميل). هذا النظام مملوك حاليًا لشركة Trolebuses de Chile, S.A. محليا غالبا ما يشار إلى العربات باسم troles (ترولي)، بدلا من ترولي باص trolebuses.

## التاريخ
تم افتتاح خدمة Trolleybus في 31 ديسمبر 1952، وكان هو النظام الثاني في البلاد، بعد أن تم افتتاحه في العاصمة، سانتياغو، في عام 1947. تم إغلاق نظام سانتياغو في عام 1978، والنظام الثاني الذي افتتح هناك في عام 1991 استمر فقط حتى عام 1994. 

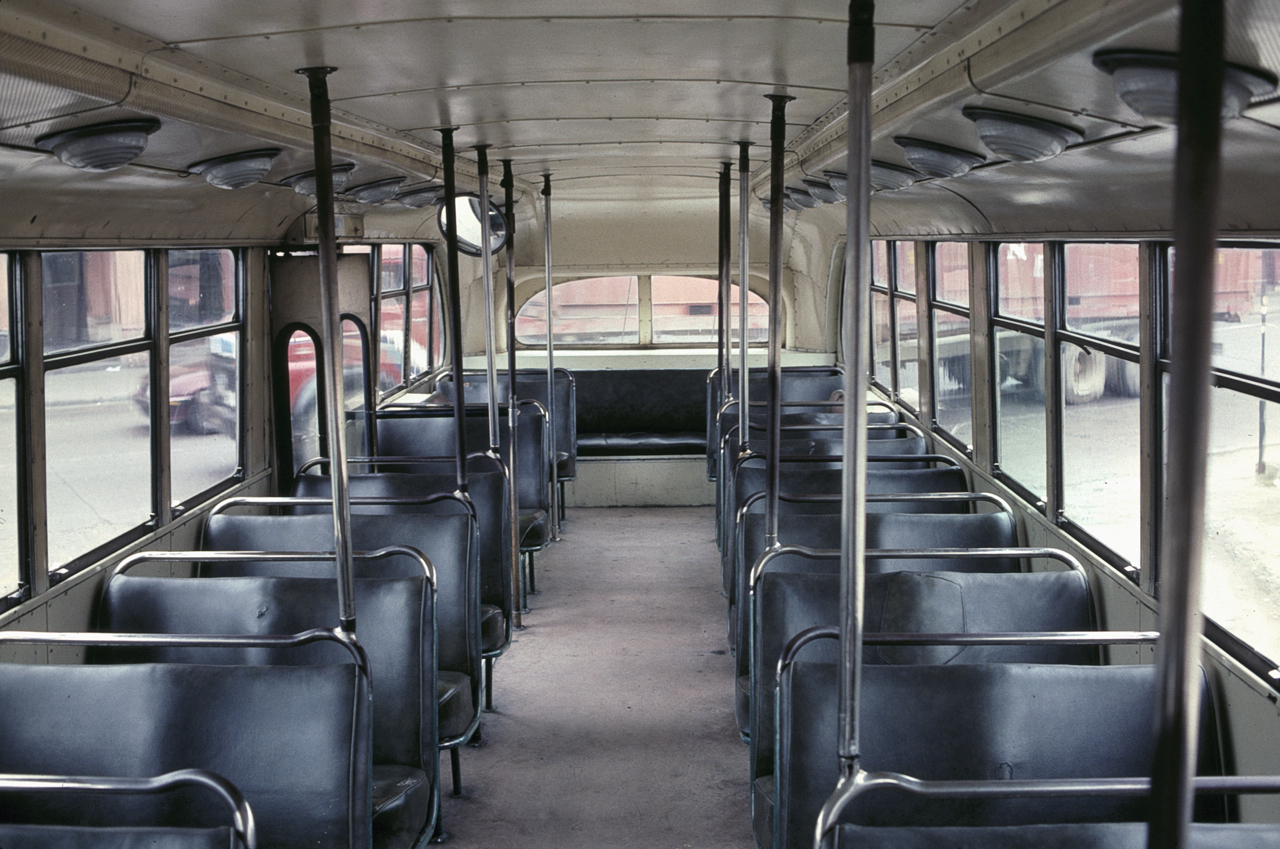
داخل إحدى عربات بولمان 1947

حلت عربات Trolleybuses محل خدمة الترام (streetcar)، والتي تم عملها في عام 1863 وكانت سككًا حديدية تجرها الخيول في الشوارع، حيث كانت واحدة من الأوائل في أمريكا الجنوبية، وتم تحويلها إلى ترام كهربائي في عام 1904. كان الترام الأخير يسير حتى 30 ديسمبر 1952، وبدأت خدمة النقل بالترولي باص في اليوم التالي، على طريق يربط Barón ب Plaza Victoria. بعد ثمانية أيام فقط، في 7 يناير 1953، تم تمديد الطريق من بلازا فيكتوريا إلى أدوانا. في النصف الشرقي من هذا المسار الأول لبارون أدوانا، ثم أفينيدا بيدرو مونت، ولكن تم إدخال طريق ثان يربط بين نفس المكانين ولكن بعد أفينيدا كولون في فبراير 1953. كان النصف الغربي من كلا الاتجاهين متطابقًا. ظل طريق Avenida Colón قيد التشغيل حتى يومنا هذا.

## روابط خارجية
- الموقع الرسمي (Trolebuses de Chile، SA) ، على Facebook
- أرشيف الإنترنت لموقع الويب القديم للشركة (اعتبارًا من أغسطس 2014) ، مع محتوى إضافي
- خريطة النظام ، والتي تبين كل من الحالي (اعتبارا من عام 2006) والطرق السابقة
- Trolleybuses of Valparaíso (تاريخ النظام) للمؤلف Allen Morrison